# Saint-Christoly-de-Blaye
Saint-Christoly-de-Blaye település Franciaországban, Gironde megyében. Lakosainak száma 1889 fő (2022. január 1.). Saint-Christoly-de-Blaye Saugon, Saint-Savin, Berson, Civrac-de-Blaye, Saint-Girons-d’Aiguevives, Saint-Vivien-de-Blaye és Teuillac községekkel határos.

## Népesség
A település népessége az elmúlt években az alábbi módon változott:
| Lakosok száma | 1621 | 1733 | 1765 | 1836 | 2031 | 1991 | 1973 | 1904 | 1870 | 1889 |
|               | 1968 | 1982 | 1990 | 2006 | 2013 | 2015 | 2017 | 2019 | 2020 | 2022 |